# Instituto de la Opinión Pública
El Instituto de la Opinión Pública (IOP) fue un organismo público español, encargado de la realización de estudios de investigación sociológica.
Fue creado en 1963, durante la dictadura franquista, y existió hasta 1977, cuando durante la Transición fue sucedido por el actual Centro de Investigaciones Sociológicas (CIS). Integrado dentro del Ministerio de Información y Turismo, fue dirigido sucesivamente por Luis González Seara, Salustiano del Campo Urbano, Ramón Cercós Bolaños, Alejandro Muñoz-Alonso Ledo, Rafael Anson Oliart, Francisco Murillo Ferrol, Pablo Sela Hoffmann, Luis López-Ballesteros y Cervino y finalmente Juan Díez Nicolás, que continuaría también al frente de la nueva etapa del organismo, ya como CIS.
Editó la Revista Española de la Opinión Pública.